# Caradrina derogata
Caradrina derogata är en fjärilsart som beskrevs av Walker 1865. Caradrina derogata ingår i släktet Caradrina och familjen nattflyn. Inga underarter finns listade i Catalogue of Life.